# Reign Edwards
Reign Edwards (Harford County (Maryland), 1 december 1996) is een Amerikaanse actrice.

## Carrière
Edwards begon in 2008 als jeugdactrice met acteren in de film Explicit Ills, waarna zij nog meerdere rollen speelde in films en televisieseries. Zij is vooral bekend van haar rol als Nicole Avant en Nicole Forrester Dominguez in de televisieserie The Bold and the Beautiful, waar zij in 267 afleveringen speelde (2015-2018). Voor deze rol werd zij in 2016 en 2017 genomineerd voor een Emmy Award in de categorie Uitstekende Jeugdige Actrice in een Dramaserie.

## Filmografie

### Films
- 2022 Love You Anyway - als Mackenzie Schaffer
- 2018 Hell Fest - als Brooke
- 2011 35 and Ticking - als jonge Zenobia
- 2008 Explicit Ills - als rally deelneemster

### Televisieseries
Uitgezonderd eenmalige gastrollen.
- 2020-2022 The Wilds - als Rachel Reid - 18 afl.
- 2017-2021 Snowfall - als Melody Wright - 20 afl.
- 2017-2019 MacGyver - als Leanna Martin - 13 afl.
- 2015-2018 The Bold and the Beautiful - als Nicole Avant / Nicole Forrester Dominguez - 267 afl.
- 2015 The Thundermans - als Winnie Lee - 3 afl.

- Library of Congress Control Number: no2019016565
- MusicBrainz: eca4807f-f396-4ad5-a037-4bc479e3699a
- Virtual International Authority File: 66154921352863592456
- WorldCat: E39PBJwD4RxWYGCQdmFWgbVcT3